# Chodsigoa
Chodsigoa is een geslacht van zoogdieren uit de  familie van de spitsmuizen (Soricidae). De wetenschappelijke naam van het geslacht werd in 1907 gepubliceerd door Kastchenko.

## Soorten
Er worden 10 soorten in dit geslacht geplaatst:
- Chodsigoa caovansunga D. P. Lunde, Musser, & Nguyen Truong Son, 2003
- Chodsigoa dabieshanensis Chen et al., 2022
- Chodsigoa furva H. E. Anthony, 1941
- Chodsigoa hoffmanni Chen et al., 2017
- Chodsigoa hypsibia (de Winton, 1899)
- Chodsigoa parca G. M. Allen, 1923
- Chodsigoa parva G. M. Allen, 1923
- Chodsigoa salenskii (Kastschenko, 1907) – Salenski's spitsmuis
- Chodsigoa smithii O. Thomas, 1911
- Chodsigoa sodalis O. Thomas, 1913